# Татишев, Бейбит Амиржанович
Бейбит Амиржанович Татишев (24 июля 1984 Гурьев, Казахская ССР) — казахстанский футболист, полузащитник.

## Карьера
Профессиональную карьеру начал в «Мунайлы», фарм-клуб «Атырау», где являлся основным бомбардиром клуба. Далее игровая карьера проходила уже непосредственно в «Атырау», откуда его дважды отдавали в аренду в клубы первой лиги «Каспий» и «Байтерек». В 2010 году им заинтересовались в «Жетысу», но переход не произошёл. В 2014 году самовольно перешёл в «Жетысу». В начале 2015 года перешёл в «Каспий».
Начиная с мая 2022 года является главным тренером любительского футбольного клуба ТШО.